# NHL (1929/1930)
Sezon NHL 1929-1930 był trzynastym sezonem ligi NHL. Dziesięć zespołów rozegrało po 44 spotkania w sezonie zasadniczym. Puchar Stanleya zdobyła drużyna Montreal Canadiens.

## Sezon zasadniczy
M = Mecze, W = Wygrane, P = Przegrane, R = Remisy, PKT = Punkty, GZ = Gole Zdobyte, GS = Gole Stracone, KwM = Kary w minutach
| Dywizja Kanadyjska  | M  | W  | P  | R | PKT | GZ  | GS  | KwM |
| ------------------- | -- | -- | -- | - | --- | --- | --- | --- |
| Montreal Maroons    | 44 | 23 | 16 | 5 | 51  | 141 | 114 | 651 |
| Montreal Canadiens  | 44 | 21 | 14 | 9 | 51  | 142 | 114 | 600 |
| Ottawa Senators     | 44 | 21 | 15 | 8 | 50  | 138 | 118 | 536 |
| Toronto Maple Leafs | 44 | 17 | 21 | 6 | 40  | 116 | 124 | 613 |
| New York Americans  | 44 | 14 | 25 | 5 | 33  | 113 | 161 | 372 |

| Dywizja Amerykańska | M  | W  | P  | R  | PKT | GZ  | GS  | KwM |
| ------------------- | -- | -- | -- | -- | --- | --- | --- | --- |
| Boston Bruins       | 44 | 38 | 5  | 1  | 77  | 179 | 98  | 449 |
| Chicago Black Hawks | 44 | 21 | 18 | 5  | 47  | 117 | 111 | 573 |
| New York Rangers    | 44 | 17 | 17 | 10 | 44  | 136 | 143 | 445 |
| Detroit Cougars     | 44 | 14 | 24 | 6  | 34  | 117 | 133 | 474 |
| Pittsburgh Pirates  | 44 | 5  | 36 | 3  | 13  | 102 | 185 | 384 |

### Najlepsi strzelcy
| Zawodnik       | Drużyna          | Mecze | Bramki | Asysty | Punkty | Kary w minutach |
| -------------- | ---------------- | ----- | ------ | ------ | ------ | --------------- |
| Cooney Weiland | Boston Bruins    | 44    | 43     | 30     | 73     | 27              |
| Frank Boucher  | New York Rangers | 42    | 26     | 36     | 62     | 16              |
| Dit Clapper    | Boston Bruins    | 44    | 41     | 20     | 61     | 48              |
| Bill Cook      | New York Rangers | 44    | 29     | 30     | 59     | 56              |
| Hec Kilrea     | Ottawa Senators  | 44    | 36     | 22     | 58     | 23              |

## Playoffs

### Ćwierćfinały
| Chicago Blackhawks – Montreal Canadiens | Chicago Blackhawks – Montreal Canadiens | Chicago Blackhawks – Montreal Canadiens | Chicago Blackhawks – Montreal Canadiens | Chicago Blackhawks – Montreal Canadiens | Chicago Blackhawks – Montreal Canadiens | Chicago Blackhawks – Montreal Canadiens |
| Data                                    | Wyjazd                                  | Wyjazd                                  | Dom                                     | Dom                                     |                                         |                                         |
| --------------------------------------- | --------------------------------------- | --------------------------------------- | --------------------------------------- | --------------------------------------- | --------------------------------------- | --------------------------------------- |
| 23 marca                                | Mtl. Canadiens                          | 1                                       | 0                                       | Chicago                                 |                                         |                                         |
| 26 marca                                | Chicago                                 | 2                                       | 2                                       | Mtl. Canadiens                          | Po 2 dogrywkach                         |                                         |
| Mtl. Canadiens wygrało bramkami 3:2     |                                         |                                         |                                         |                                         |                                         |                                         |

| Ottawa Senators – New York Rangers | Ottawa Senators – New York Rangers | Ottawa Senators – New York Rangers | Ottawa Senators – New York Rangers | Ottawa Senators – New York Rangers | Ottawa Senators – New York Rangers |
| Data                               | Wyjazd                             | Wyjazd                             | Dom                                | Dom                                |                                    |
| ---------------------------------- | ---------------------------------- | ---------------------------------- | ---------------------------------- | ---------------------------------- | ---------------------------------- |
| 20 marca                           | NY Rangers                         | 1                                  | 1                                  | Ottawa                             |                                    |
| 23 marca                           | Ottawa                             | 2                                  | 5                                  | NY Rangers                         |                                    |
| NY Rangers wygrało bramkami 6:3    |                                    |                                    |                                    |                                    |                                    |

### Półfinały
| Montreal Maroons – Boston Bruins                         | Montreal Maroons – Boston Bruins | Montreal Maroons – Boston Bruins | Montreal Maroons – Boston Bruins | Montreal Maroons – Boston Bruins | Montreal Maroons – Boston Bruins |
| Data                                                     | Wyjazd                           | Wyjazd                           | Dom                              | Dom                              |                                  |
| -------------------------------------------------------- | -------------------------------- | -------------------------------- | -------------------------------- | -------------------------------- | -------------------------------- |
| 20 marca                                                 | Boston                           | 2                                | 1                                | Mtl. Maroons                     | Po 3 dogrywkach                  |
| 22 marca                                                 | Boston                           | 4                                | 2                                | Mtl. Maroons                     |                                  |
| 25 marca                                                 | Mtl. Maroons                     | 1                                | 0                                | Boston                           | Po 2 dogrywkach                  |
| 27 marca                                                 | Mtl. Maroons                     | 1                                | 5                                | Boston                           |                                  |
| Boston wygrał 3:1 i awansował do finału Pucharu Stanleya |                                  |                                  |                                  |                                  |                                  |

| Montreal Canadiens – New York Rangers                              | Montreal Canadiens – New York Rangers | Montreal Canadiens – New York Rangers | Montreal Canadiens – New York Rangers | Montreal Canadiens – New York Rangers | Montreal Canadiens – New York Rangers | Montreal Canadiens – New York Rangers |
| Data                                                               | Wyjazd                                | Wyjazd                                | Dom                                   | Dom                                   |                                       |                                       |
| ------------------------------------------------------------------ | ------------------------------------- | ------------------------------------- | ------------------------------------- | ------------------------------------- | ------------------------------------- | ------------------------------------- |
| 28 marca                                                           | NY Rangers                            | 1                                     | 2                                     | Mtl. Canadiens                        | Po 4 dogrywkach                       |                                       |
| 30 marca                                                           | Mtl. Canadiens                        | 2                                     | 0                                     | NY Rangers                            |                                       |                                       |
| Mtl. Canadiens wygrało 2:0 i awansowało do finału Pucharu Stanleya |                                       |                                       |                                       |                                       |                                       |                                       |

### Finał Pucharu Stanleya
| Boston Bruins – Montreal Canadiens                   | Boston Bruins – Montreal Canadiens | Boston Bruins – Montreal Canadiens | Boston Bruins – Montreal Canadiens | Boston Bruins – Montreal Canadiens | Boston Bruins – Montreal Canadiens |
| Data                                                 | Wyjazd                             | Wyjazd                             | Dom                                | Dom                                |                                    |
| ---------------------------------------------------- | ---------------------------------- | ---------------------------------- | ---------------------------------- | ---------------------------------- | ---------------------------------- |
| 1 kwietnia                                           | Mtl. Canadiens                     | 3                                  | 0                                  | Boston                             |                                    |
| 3 kwietnia                                           | Boston                             | 3                                  | 4                                  | Mtl. Canadiens                     |                                    |
| Mtl. Canadiens wygrało 2:0 i zdobyło Puchar Stanleya |                                    |                                    |                                    |                                    |                                    |

## Nagrody
| Hart Memorial Trophy:      | Nels Stewart, Montreal Maroons  |
| Lady Byng Memorial Trophy: | Frank Boucher, New York Rangers |
| Vezina Trophy:             | Tiny Thompson, Boston Bruins    |